# Johannes Stricker

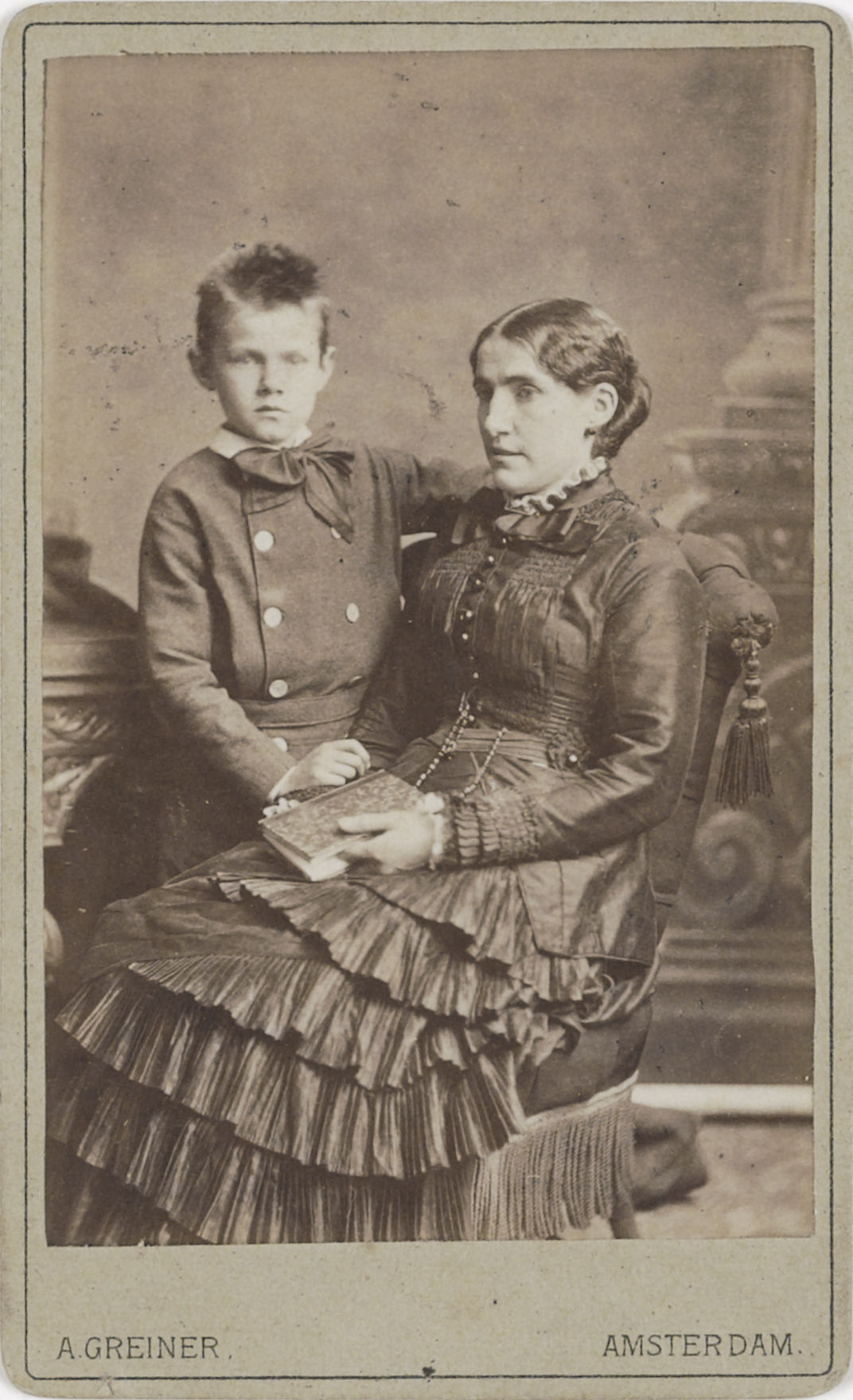
Fotografia de Kee Vos Stricker com seu filho, tirada c. 1879/1880 por Albert Greiner.

Johannes Paulus Stricker (18 de outubro de 1816 – 27 de agosto de 1886) foi um teólogo e pesquisador bíblico neerlandês. Estudou na Universidade de Leiden, onde também trabalhou com J. F. van Oordt, uma importante figura da nova teologia de Groningen. Foi ordenado em maio de 1841 e indicado para um posto ministerial em outubro do mesmo ano. Em dezembro, casou-se com Willemina Carbentus, uma irmã mais velha da mãe de Vincent van Gogh. Tutorou o sobrinho Vincent em teologia e crítica bíblica em 1877-78.
No verão de 1881, van Gogh se apaixonou pela filha de Strickers, Kee. Pediu sua mão em casamento, mas foi rejeitado com um duro "não, nunca" ("nooit, neen, nimmer"). Vincent insistiu, apesar do crescente desânimo resultante da negação e desaprovação da sua família, o que o levou a se mudar para estudar desenho em Haia com Anton Mauve.

## Publicações
- Bijbelwordenbock voor het Christelijke Gezin (1855) (Dicionário Bíblico para a Família Cristã)
- Het Geloof in Jezus Christus de Eenige Weg tot Zaligheid (1861) (Fé em Jesus Cristo, o Único Caminho para a Salvação)
- Jezus van Nazareth volgens de Historie Geschetst (1868) (Jesus de Nazaré de Acordo com a História)